# تشغيله مرة أخرى
تشغيله مرة أخرى (بالإنجليزية: Run it back again)‏ هي أغنية منفردة بوب، راب، بوب الرقص الأغنية التي يؤديها كوربن بلو، هو اميركي شاب والمغني والممثل يرتبط بشكل وثيق مع شركة والت ديزني ومشاريعها، أغنية يؤديها كوربن بلو، لقناة ديزني بفيلم يقارنون.

## تخطيط الأداء
في أواخر شهر يناير 2008، وأغنية لأول مرة على إخراج فقاعات تحت الرسم البياني لوحة الساخن 100 الفردي في عدد 13.

### الرسوم البيانية
| الرسم البياني (2008)     | قمة موقف |
| ------------------------ | -------- |
| الامريكى الساخن 100 لوحة | 113      |